# Stadtumbau
Stadtumbau bezeichnet städtebauliche Maßnahmen in Stadtteilen oder ganzen Städten, die in besonderem Maße von Strukturwandel und Rückgang der Bevölkerung betroffen sind. Dem damit einhergehenden Funktionsverlust versucht der Stadtumbau auf der Grundlage von städtebaulichen Entwicklungskonzepten entgegenzuwirken. Als Stadtumbau Ost bzw. Stadtumbau West wurden deshalb auch Förderprogramme in Deutschland bezeichnet.

## Einführung
Nach 1990 zogen viele arbeitssuchende Bürger der neuen Bundesländer in die alten Bundesländer um, was am Ende der 1990er Jahre zu städtebaulichen Problemen führte. Viele Kommunen hatten einen großen Leerstand von Wohnungen zu verzeichnen. Seit den 2000er Jahren musste diese Entwicklung auch in strukturschwachen Städten in Westdeutschland beobachtet werden.
In der weiteren Zukunft muss in ökonomisch schwachen Regionen europaweit mit einer rückläufigen demografischen Entwicklung gerechnet werden.
Stadtumbaumaßnahmen sollen in betroffenen Gebieten einheitlich vorbereitet und zügig durchgeführt werden. Entsprechende Maßnahmen sollen die Siedlungsstruktur, Wohn- und Arbeitsverhältnisse und die Umwelt verbessern sowie innerstädtische Altbaubestände erhalten, die Innenstadt stärken und brachliegende Flächen umnutzen. Städtebauliche Funktionsverluste sind u. a. auch erhebliche Leerstände im Wohnungsbereich. Die Gemeinden bestimmen über Größe und sozialverträgliche Durchführung der Maßnahmen in den Stadtumbaugebieten. Sie entwickeln dazu städtebauliche Entwicklungskonzepte und – so erforderlich – Sozialpläne.

## Stadtumbau Ost

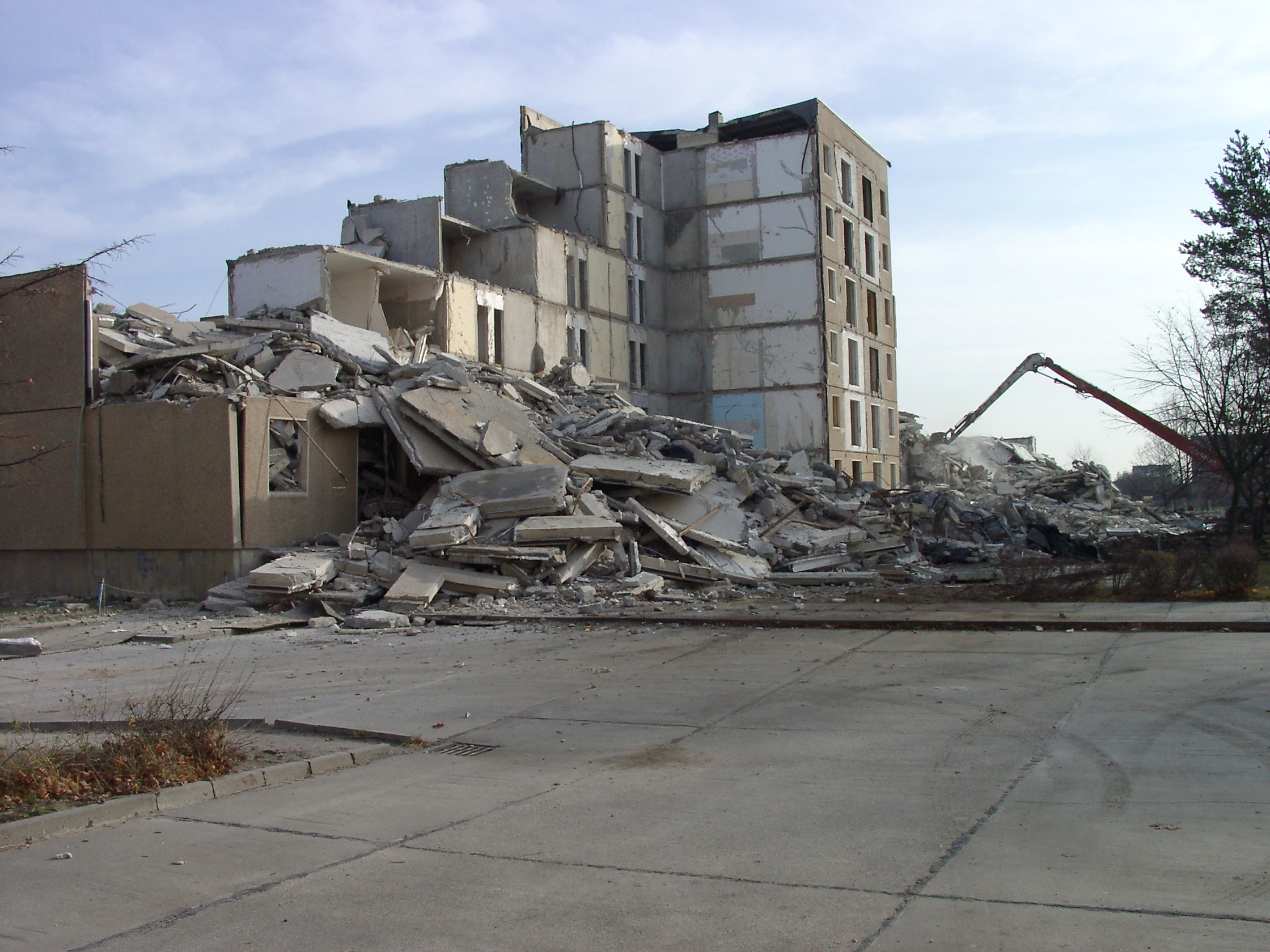
Abriss eines Plattenbaus in Weißwasser

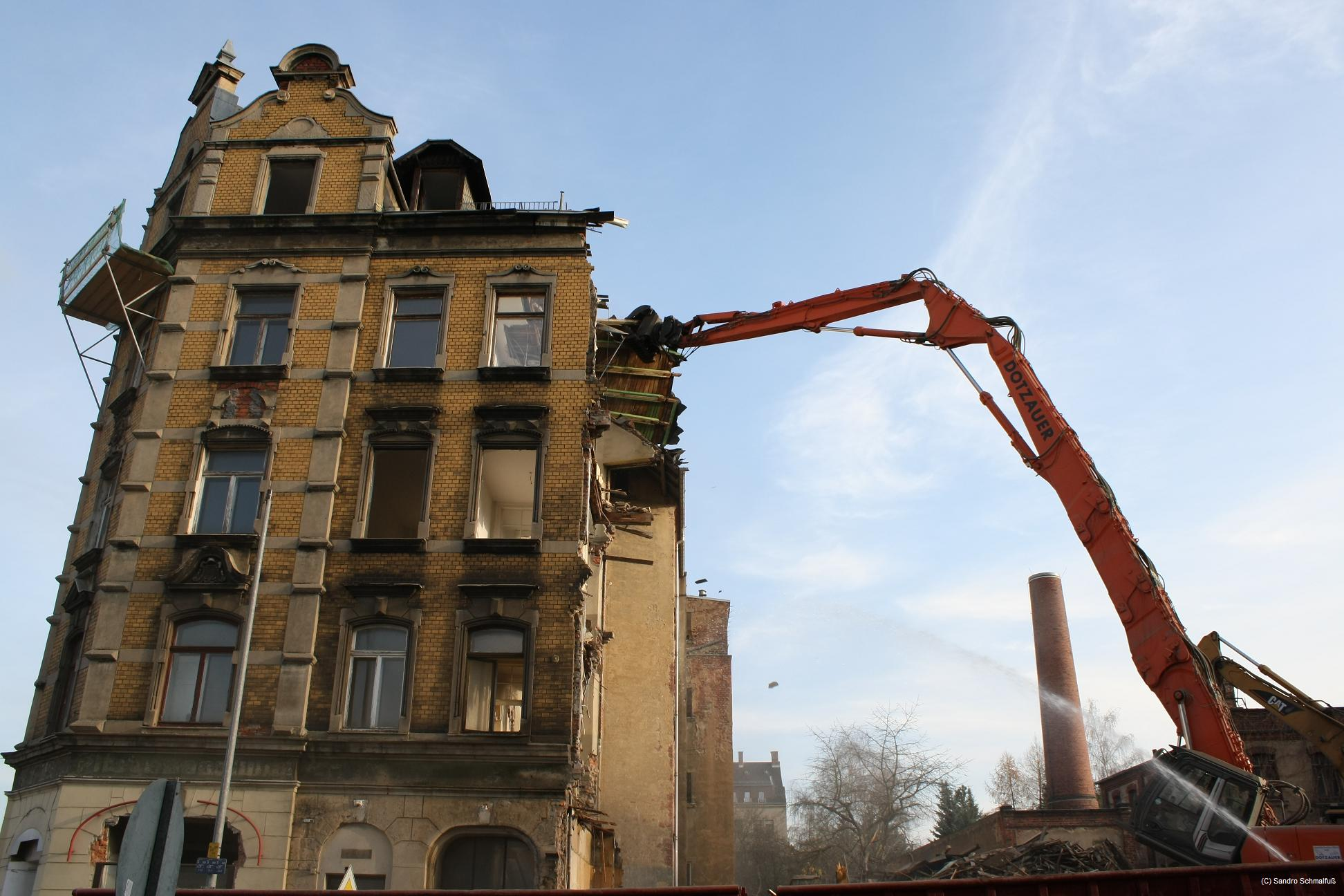
Stadtumbau in einem Chemnitzer Gründerzeitviertel

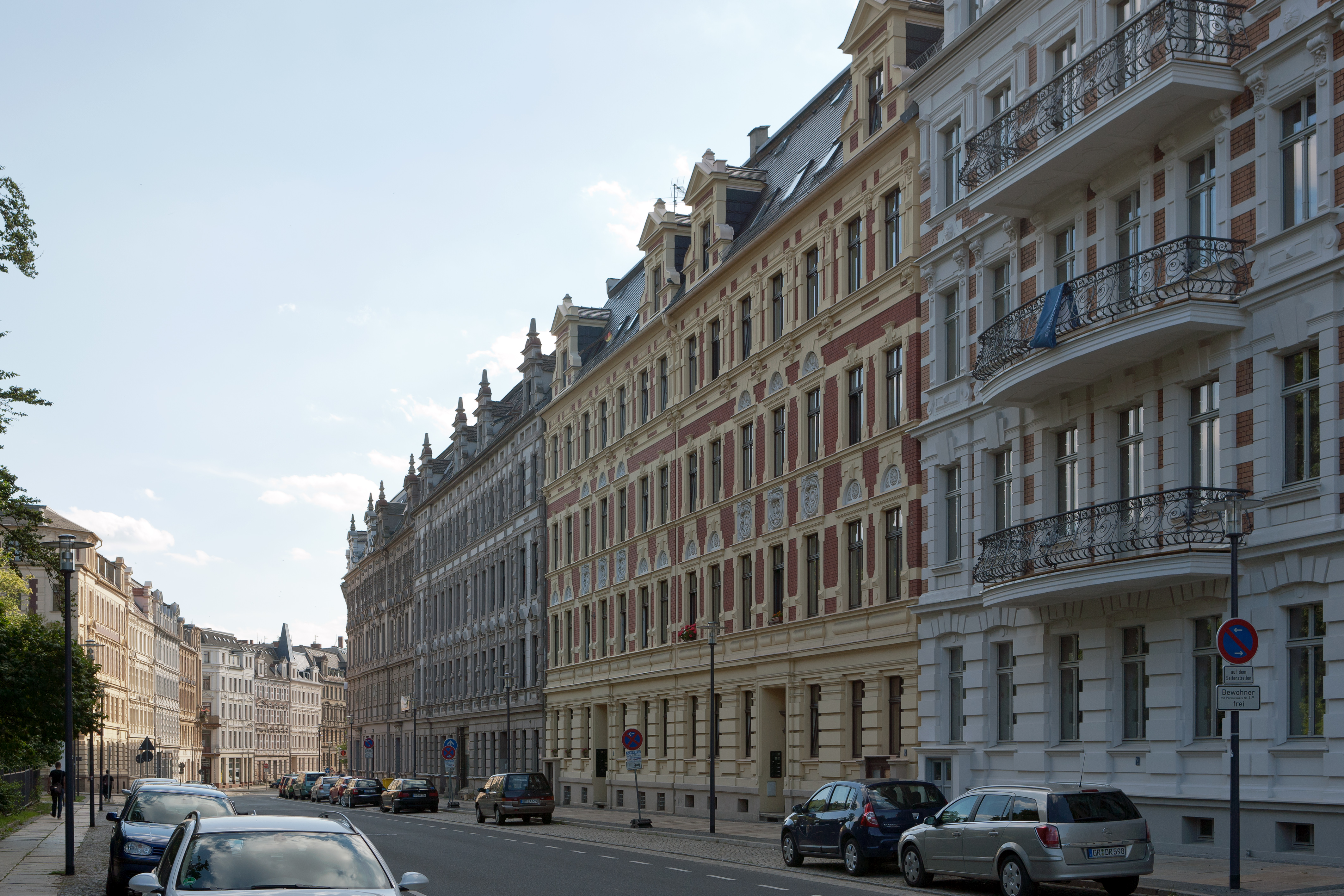
Behutsam saniertes Gründerzeitviertel. Görlitz-Innenstadt im Jahre 2011

2000 wurde auf Anregung des damaligen Bundesministers für Verkehr, Bau- und Wohnungswesen, Reinhard Klimmt (SPD) die Kommission „Wohnungswirtschaftlicher Strukturwandel in den neuen Bundesländern“ gegründet. In dem Ende 2000 vorgelegten Bericht wird der Leerstand von etwa einer Million Wohnungen in Ostdeutschland festgestellt, was einer Quote von 13 Prozent entspricht. Die Schwerpunkte lagen in den Plattenbauten, aber auch in Altbaubeständen der Vorstädte. Die Kommission empfahl innerhalb von zehn Jahren 300.000 bis 400.000 leerstehende Wohnungen vom Markt zu nehmen. Ziel sollte es sein, eine städtebaulich geordnete Entwicklung der schrumpfenden Stadtteile zu unterstützen. Es wurde vorgeschlagen, den Abriss und die deshalb erforderlichen Aufwertungsmaßnahmen durch den Einsatz von Fördermitteln zu unterstützen. Die Kommunen wurden aufgefordert, sich der neuen Aufgabe des „Managements des Stadtumbaus“ zu widmen.

### Förderprogramme
Die Förderung der ostdeutschen Kommunen erfolgte durch mehrere zum Teil verknüpfte, differenzierte Programme
- zur allgemeinen Städtebauförderung in zumeist älteren Stadtkernen und Gründerzeitvierteln (seit 1991),
- zum städtebaulichen Denkmalschutz in historischen Stadtkernen (seit 1991),
- zur Weiterentwicklung großer Neubaugebiete (seit 1993),
- für die Soziale Stadt in sozial bedrängten Gebieten (seit 1999),
- zum Stadtumbau durch die Aufwertung von zumeist Plattenbausiedlungen (seit 2002),
- zum Stadtumbau durch Abriss in von Leerstand betroffenen Wohnvierteln (seit 2002) und
- zur Erarbeitung von integrierten Stadt(teil)entwicklungskonzepten.

Die Förderprogramme wurden durch Verwaltungsabkommen des Bundes mit den neuen Ländern im Grundsatz fixiert. Die Länder bestimmen über die Aufnahme der Fördergebiete und die Kommunen führen die Maßnahmen in Eigenverantwortung durch.
2010 startete auf Beschluss des Deutschen Bundestages die zweite Förderperiode, welche bis zum Programmjahr 2016 lief. Die Schwerpunkte beim Aufwertungsprogramm haben sich in den meisten Städten verschoben, die Erneuerung der Altbausubstanz hat an Bedeutung zugenommen. Gleichzeitig erfolgt der Umbau der städtischen Infrastruktur, indem diese vor allem in den stabilen Quartieren konzentriert wird. In vielen Städten hat das Tempo des Rückbaus von Wohnungen abgenommen. Größere Mengeneffekte, die zu Beginn des Programms mit dem Abriss der randstädtischen Plattenbaugebiete noch einen erheblichen Einfluss auf den Wohnungsmarkt hatten, sind in der Regel nicht mehr möglich. Der Stadtumbau wird komplexer, kleinteiliger und bedarf mehr Abstimmung als zuvor. Insbesondere die Schaffung von Umsetzungswohnraum in den Altbauquartieren benötigt einen langen Atem und das Engagement aller Stadtumbaupartner, jetzt auch der privaten Eigentümer. Ab 2015/16 wird wieder von einem Anstieg der Leerstandsquote ausgegangen, allein aufgrund der dann wieder stärkeren Bevölkerungsabnahme (demografisches Echo). Der Stadtumbau ist somit zu einer dauerhaften Aufgabe geworden. Die Programme Stadtumbau Ost und West wurden im Jahr 2017 zu einem gemeinsamen Stadtumbauprogramm zusammengeführt. Bislang wurden in beiden Programmen bis Ende 2016 Stadtumbaumaßnahmen in 1024 Kommunen gefördert: 494 Kommunen im Stadtumbau Ost, 530 Kommunen im Stadtumbau West.

### Wettbewerb Stadtumbau Ost
Im Oktober 2001 wurde der Wettbewerb Stadtumbau Ost vom Bundesministerium für Verkehr, Bau- und Wohnungswesen ausgelobt, an dem über 260 Kommunen teilgenommen haben. Ziel des Wettbewerbs war, die Erarbeitung von „Integrierten Stadtentwicklungskonzepten“ (ISEK) zu beschleunigen. Diese sind die Voraussetzung dafür, Fördermittel aus dem Programm „Stadtumbau Ost“ in Anspruch nehmen zu können. 34 Kommunen wurden für beispielgebende Stadtumbaukonzepte ausgezeichnet.

### Programm „Stadtumbau Ost“
Für dieses Förderprogramm standen von 2002 bis 2009 insgesamt 2,5 Mrd. Euro zur Verfügung, die vom Bund, den Ländern und den Kommunen finanziert wurden. Neben dem dauerhaften Rückbau von Wohnungen zur Reduzierung des Angebotsüberhangs geht es um die nachhaltige Aufwertung und Stabilisierung von Stadtquartieren. Ziel ist es, den Strukturwandel der ostdeutschen Städte umfassend zu unterstützen und den Wohnungsmarkt zu konsolidieren. Es handelt sich somit um ein integriertes Förderprogramm, das städtebauliche und wohnungswirtschaftliche Aspekte verbindet.
Ziel des Programms ist die Stärkung der Innenstädte und erhaltenswerten Stadtquartiere durch gezielte Aufwertungsmaßnahmen sowie die Stabilisierung der städtischen Wohnungsmärkte durch den Rückbau leerstehender, dauerhaft nicht mehr benötigter Wohngebäude. Das Programm steht damit für die Anpassung an die demografischen und strukturellen Veränderungen der Gesellschaft und bietet den teilnehmenden Städten die Chance, die Stadt als solche zu stärken und nachhaltig zu erneuern. Die ersten Beispiele behutsamer Rückbauten (z. B. Etagenabbau in Marzahn-Nord) zeigen, dass diese Maßnahmen zu einer Aufwertung der betroffenen Quartiere beitragen, Leerstand und Wegzug konnten gestoppt werden.

### Altschuldenhilfe
Bereits 1993 trat das Altschuldenhilfegesetz (AltSchG) in Kraft, wodurch die ostdeutschen Wohnungsunternehmen um etwa die Hälfte ihrer noch aus DDR-Zeiten stammenden Altschulden entlastet wurden. Infolge weiterhin bestehender Altschulden, zusätzlicher Neuschulden und des weiter ansteigenden Leerstandes wurde das Gesetz im Jahr 2001 dahingehend geändert, dass Wohnungsunternehmen mit einem Leerstand von über 15 Prozent die Altschulden von abgerissenen Gebäuden erlassen wurden, wodurch der Abriss gefördert wurde. Die Regelung zur Altschuldenentlastung lief Ende 2013 aus.

### Bilanz
Das bis 2009 umgesetzte Programm Stadtumbau Ost war vor allem bei der Senkung des Leerstands in stark durch Plattenbauten geprägten Städten erfolgreich. So ergab die Gebäudezählung des Zensus 2011 etwa für Schwedt/Oder nur noch eine Leerstandsquote von 3,6 %, für Hoyerswerda nur noch 7,1 % oder für Neubrandenburg 4,2 % aller Wohnungen. Heute weisen laut Zensus die altindustriellen Städte zwischen Leipzig, Chemnitz, Plauen und Gera die höchsten Leerstandsquoten auf (so etwa Altenburg mit 15,6 %, Zeitz mit 14,6 %, Crimmitschau mit 17,2 % oder Werdau mit 16,2 %). Hier konzentriert sich der Leerstand oft schon seit Jahrzehnten besonders in den Innenstädten, die nicht abgerissen werden können, ohne die Stadtstruktur zu schädigen, weshalb hier alternative Konzepte benötigt werden.
Gleichzeitig wurde sichtbar, dass die Prognosen zum zukünftigen Wohnraumbedarf in einigen Städten zu negativ angelegt waren und durch Maßnahmen des Stadtumbau Ost zu viele Wohnungen abgerissen wurden, weshalb sich die Kommunen nun mit einem aufkommenden Mangel an marktfähigen (also potentiell bewohnbaren, nicht ruinösen) Wohnungen konfrontiert sehen. Dies betrifft wieder wachsende Großstädte wie Berlin, Erfurt oder Rostock. Zu beachten ist allerdings, dass die abgetragene Bausubstanz sich oft in stark sanierungsbedürftigem Zustand befand – sie wäre also auch nur mit hohem Aufwand marktfähig geworden. Zudem sind gerade klassische Plattenbauwohnungen oft von Mietern nicht mehr erwünscht, ihre Grundrisse (zum Beispiel innenliegende Badezimmer und Küchen) und Ausstattung (zum Beispiel Aufzüge mit Zugang nur auf jeder dritten Etage) erfüllen den modernen Wohnbedarf nicht mehr.

### Kritik
Eine kritische Diskussion im Rahmen des Stadtumbaus gab es in einigen Städten mit betroffenen, größeren, gründerzeitlichen Stadtteilen oder Stadtquartieren, vor allem aus der Perspektive des Denkmalschutzes. Laut einer Studie der Bundestransferstelle Stadtumbau Ost liegen räumliche Rückbauschwerpunkte zwar in 90 Prozent der ostdeutschen Kommunen in Wohnungsbeständen aus der Zeit der DDR, in fast jeder fünften Kommune gibt es aber weitere Schwerpunkte in den Gründerzeitquartieren, in jeder siebenten in historischen Altstädten. Etwa jede zehnte abgerissene Wohnung in den neuen Bundesländern ist dem Altbaubestand zuzurechnen, 80 Prozent dieser Abrisse werden durch das Programm Stadtumbau Ost gefördert. Bei Bürgern erwecke „der Abriss im Altbaubestand ungute Erinnerungen an politisch und planerisch motivierte Flächensanierungen in Ost- und Westdeutschland“. Es wird die Gefahr gesehen, dass ostdeutsche Städte durch die Sanierungsmaßnahmen mit der vielfach noch bestehenden Bausubstanz ein wichtiges Alleinstellungsmerkmal verlieren könnten. Um das zu verhindern, wurde ab 2007 der Rückbau von Gebäuden, die vor 1919 errichtet wurden, von der Förderung ausgeschlossen.

## Stadtumbau West
Einige Städte in Westdeutschland sind ebenfalls zunehmend von Bevölkerungsrückgang und wirtschaftlichem Abbau betroffen, die mancherorts zu Wohnungsleerstand und Brachflächen führen. In einer ersten Phase des Bundes im Rahmen des Forschungsprogramms Experimenteller Wohnungs- und Städtebau (ExWoSt) wurden beim Forschungsvorhaben „Stadtumbau West“ zunächst in 16 westdeutschen Pilotstädten Lösungsansätze für spezifische Probleme gesucht. Dabei wurden entsprechende Stadtumbaustrategien finanziell unterstützt.
Seit 2017 werden Stadtumbau Ost und West zusammen fortgeführt.

## Aufnahme in das BauGB
Im Zuge des Europarechtsanpassungsgesetz (EAG) wurden 2004 Regelungen zum Stadtumbau im Baugesetzbuch (BauGB) verankert (§§ 171a bis 171d). Nun steht der Stadtumbau als neues Instrument neben den städtebaulichen Sanierungs- und Entwicklungsmaßnahmen und den ebenfalls 2004 eingeführten Regelungen zur Sozialen Stadt. Um den Prozess des Stadtumbaus zu steuern, können Stadtumbaugebiete ausgewiesen werden, in denen ein Genehmigungsvorbehalt für städtebaulich und bodenrechtlich wirksame Vorhaben gilt. Auf der Gegenseite können Städtebaufördermittel zur Aufwertung des Gebietes eingesetzt werden. Die Gemeinden werden darauf verwiesen, die Möglichkeit von Stadtumbauverträgen mit den privaten Grundeigentümern zu nutzen (§ 171c BauGB), deren Vertragsmöglichkeiten wurde dadurch wesentlich erweitert.